# Ploemel
Ploemel település Franciaországban, Morbihan megyében. Lakosainak száma 3109 fő (2022. január 1.). Ploemel Locoal-Mendon, Brech, Crac’h, Carnac, Erdeven és Auray községekkel határos.

## Népesség
A település népességének változása:
| Lakosok száma | 1378 | 1640 | 1892 | 2388 | 2700 | 2787 | 2888 | 2988 | 3032 | 3109 |
|               | 1968 | 1982 | 1990 | 2006 | 2013 | 2015 | 2017 | 2019 | 2020 | 2022 |